# All My Mistakes
All My Mistakes is het vijfde album van de Deense singer-songwriter Teitur. Het werd door A&G Records uitgebracht op 5 oktober 2009. Het album is een compilatie van Stay Under the Stars uit 2006 en Poetry & Aeroplanes uit 2003.

## Tracklist
| Nr. | Titel                       | Duur |
| --- | --------------------------- | ---- |
| 1.  | Don't Want to wake You up   |      |
| 2.  | Louis, Louis                |      |
| 3.  | You're the Ocean            |      |
| 4.  | Josephine                   |      |
| 5.  | Hitchhiker                  |      |
| 6.  | The Girl I Don't Know       |      |
| 7.  | I Run the Carousel          |      |
| 8.  | One and Only                |      |
| 9.  | Catherine the Waitress      |      |
| 10. | I Was Just Thinking         |      |
| 11. | You Get Me                  |      |
| 12. | Sleeping With the Lights On |      |
| 13. | Boy, She Can Sing           |      |
| 14. | All My Mistakes             |      |